# Eleição municipal de São Paulo em 1953
A Eleição Municipal de São Paulo em 1953 foi a primeira eleição direta para Prefeito e Vice-Prefeito pós-Revolução de 30 e Estado Novo, e ocorreu no dia 22 de março de 1953, um domingo. Como era previsto no calendário da época, foram eleitos o Prefeito e o Vice-Prefeito, sendo que os Vereadores foram eleitos somente em 1955.
Os eleitos neste pleito, Jânio Quadros e Porfírio da Paz, não completariam o mandato, pois foram eleitos governador e vice do estado em 1954, com isso houve um pleito em 1955, para definir aqueles que completariam o mandato.

## História

### Antecedentes
As eleições de 1953 foram marcadas por serem as primeiras realizadas desde 1925. Por conta da Revolução de 1930, o estado de São Paulo passou a ser governado por interventores federais, nomeados por Getúlio Vargas. Esses interventores nomeavam os prefeitos. Depois de vários interventores diferentes, um deles acaba por se destacar como um dos mais longevos: Ademar de Barros. Nomeado em 1938, governou até 1941, tendo pavimentado o caminho para sua carreira política. Posteriormente, em 1946, Ademar cria o Partido Social Progressista e vence as eleições estaduais de 1947, tornando-se o 16º governador de São Paulo. Até aquele momento, o governador é responsável por nomear o prefeito de São Paulo. A instabilidade da época faz com que a cidade de São Paulo tenha 4 prefeitos em 4 anos, com resultados desastrosos. O governador eleito em 1950, Lucas Nogueira Garcez, foi apoiado por Ademar mas logo rompe com o mesmo. Assim, as eleições municipais de 1953 tornaram-se um embate entre Ademar (que tencionava tentar reconquistar o controle político de São Paulo) e Garcez. 

### Candidaturas e Campanha
As articulações em torno do candidato governista do PSP acabaram por opor Ademar e Garcez. No fim, Garcez venceu o embate e indicou o professor e ex secretário estadual de saúde Francisco Antônio Cardoso para concorrer ao cargo de prefeito pelo PSP, numa chapa composta ainda por PTB, PSD, PRP, PR, UDN e de dissidentes do PTB. Tido por ser um nome respeitável, Cardoso ainda recebera o apoio do empresariado e da alta sociedade paulistana. Sua campanha possuía fartos recursos, de forma que a vitória era dada como certa.
Os demais candidatos que se alinhavam eram personagem pouco conhecidos. André Nunes Júnior era um ex vereador e dissidente do PTB que havia se filiado ao pequeno Partido Social Trabalhista (1946–1965). Oswaldo Junqueira Ortiz Monteiro havia sido eleito deputado federal por São Paulo em 1950, mas o seu partido (PTB) era malvisto em São Paulo por ser o partido de Getúlio (que nunca angariou grande popularidade no estado) e sua candidatura não inspirava confiança entre seus correligionários que se dividiam entre Cardoso e Jânio Quadros. Jânio Quadros era um professor do colégio Dante Alighieri que havia sido eleito vereador paulistano em 1947 pelo Partido Democrata Cristão (1945–1965). Em pouco tempo angariou popularidade dado o seu comportamento "excêntrico". Jânio acabou conseguindo o apoio do PSB para sua campanha. 
| Candidato a Prefeito             | Candidato a Vice                | Partido/Coligação                |
| -------------------------------- | ------------------------------- | -------------------------------- |
| André Nunes Júnior               | Nélson Rustici                  | PST                              |
| Francisco Antônio Cardoso        | Fernando de Almeida Nobre Filho | PRP / PRT / PSP / PSD / UDN / PR |
| Jânio da Silva Quadros           | José Porfírio da Paz            | PSB / PDC                        |
| Oswaldo Junqueira Ortiz Monteiro | Joaquim Gouveia Franco Júnior   | PTN                              |

A campanha foi realizada de forma confortável pelo candidato do governo, Francisco Antônio Cardoso. Com fartos recursos, realizou comícios grandiosos e anúncios na mídia. A campanha de Jânio Quadros , de modestos recursos, lançou o slogan "A Revolução do Tostão contra o Milhão". Milhares de moedas com esse slogan foram cunhadas e distribuídas por São Paulo, numa das primeiras ações de marketing político bem sucedidas do Brasil. 
A falta de apoio de Ademar ao candidato do seu partido (motivada por brigas com Garcez), a crescente insatisfação dos paulistanos com o  PSP e os maus prefeitos nomeados por Ademar culminaram numa derrota humilhante de Francisco Cardoso para o então desconhecido Jânio Quadros. 

## Resultado (Prefeito)
| Candidato         | Partido/Coligação          | Votos            | Resultado  |
| ----------------- | -------------------------- | ---------------- | ---------- |
| Jânio Quadros     | PDC/PSB                    | 284.922 (67,45%) | Eleito     |
| Francisco Cardoso | PSP/PTB/PSD/UDN/PRP/PRT/PR | 115.055 (27,24%) | Não eleito |
| Nunes Júnior      | PST                        | 18.663 (4,42%)   | Não eleito |
| Ortiz Monteiro    | PTN                        | 3.756 (0,89%)    | Não eleito |
| Votos em branco   | Votos em branco            | 4.374 (1,01%)    | Não eleito |
| Votos nulos       | Votos nulos                | 6.350 (1,47%)    | Não eleito |
| Total de votos    | Total de votos             | 433.120 (100%)   | Não eleito |
| Fonte:            |                            |                  | Não eleito |

## Resultado (Vice-Prefeito)
| Candidato       | Partido/Coligação                | Votos            | Resultado  |
| --------------- | -------------------------------- | ---------------- | ---------- |
| Porfírio da Paz | PSB / PDC                        | 284.414 (67,51%) | Eleito     |
| Nobre Filho     | PRP / PRT / PSP / PSD / UDN / PR | 114.362 (27,15%) | Não eleito |
| Nélson Rustici  | PST                              | 18.726 (4,45%)   | Não eleito |
| Franco Júnior   | PTN                              | 3.758 (0,89%)    | Não eleito |
| Votos em branco | Votos em branco                  | 5.551 (1,28%)    | Não eleito |
| Votos nulos     | Votos nulos                      | 6.300 (1,45%)    | Não eleito |
| Total de votos  | Total de votos                   | 433.120 (100%)   | Não eleito |
| Fonte:          |                                  |                  | Não eleito |